# Земцов, Пётр Алексеевич
Пётр Алексе́евич Земцо́в (20 августа 1921, дер. Медвега, Вятская губерния — 7 ноября 1967, Оргеев, Молдавская ССР) — сержант Советской Армии, участник Великой Отечественной войны, Герой Советского Союза (1945).

## Биография
Пётр Земцов родился 20 августа 1921 года в деревне Медвега. С 1934 года вместе с семьёй проживал в Кирове. После окончания семи классов школы и школы фабрично-заводского ученичества работал слесарем на одном из кировских заводов.
В 1940 году Земцов был призван на службу в Рабоче-крестьянскую Красную Армию. С 1941 года — на фронтах Великой Отечественной войны. Воевал в составе партизанских формирований, в апреле 1944 года вновь вернулся в действующую армию. К январю 1945 года гвардии сержант Пётр Земцов командовал орудием 4-го гвардейского стрелкового полка 6-й гвардейской стрелковой дивизии 13-й армии 1-го Украинского фронта. Отличился во время Висло-Одерской операции.
15 января 1945 года в бою у населённого пункта Корытща к 15 километрах к востоку от Енджегова огнём своего орудия Земцов уничтожил 3 немецких пулемёта и 1 дзот. 16 января в бою на плацдарме на западном берегу реки Нида Земцов уничтожил 2 танка, 4 бронетранспортёра и 1 бронеавтомобиль. 26 января под вражеским огнём Земцов со своим расчётом переправился по тонкому льду через Одер и поддержал действия пехоты, уничтожив несколько танков, пулемётов и большое количество солдат и офицеров противника.
Указом Президиума Верховного Совета СССР от 10 апреля 1945 года за «образцовое выполнение боевых заданий командования на фронте борьбы с немецкими захватчиками и проявленные при этом мужество и героизм» гвардии сержант Пётр Земцов был удостоен высокого звания Героя Советского Союза с вручением ордена Ленина и медали «Золотая Звезда» за номером 4823.
В 1946 году Земцов был демобилизован. Первоначально проживал и работал в Кирове, в 1960 года переехал в город Оргеев Молдавской ССР. В 1967 году окончил заочное отделение Кишинёвского электротехнического техникума. Умер 7 ноября 1967 года.
Был также награждён орденами Отечественной войны 1-й и 2-й степеней, рядом медалей.

## Память
- Имя Героя увековечено на мемориальной доске в честь Героев Советского Союза — уроженцев Кировской области в парке Дворца пионеров города Кирова

- Имя Героя высечено золотыми буквами в зале Славы Центрального музея Великой Отечественной войны в Парке Победы города Москвы.

- На могиле героя установлен надгробный памятник.

## Комментарии
1. ↑  Деревня Медвега, относившаяся к Шишкинской волости Орловского уезда, в последующем входила в состав Мало-Долговского сельсовета Верховинского (в 1941—1958 — Медянского) района, с 12.1.1965 — Юрьянского района Кировской области; не сохранилась[1].